# Référendum sur l'indépendance du Turkménistan
Le référendum d'indépendance turkmène de 1991 est un référendum ayant eu lieu le 26 octobre 1991 au Turkménistan. Il vise à approuver l'indépendance du Turkménistan, ainsi que mettre en place un régime présidentiel. Il a eu une participation de 97,38 %. La question de l'indépendance a été approuvée à 94 % et celle du régime présidentiel à 93,5 %.